# Delia Matache
Delia Matache (n. 7 februarie 1982, București, România), cunoscută mai bine sub numele de scenă Delia, este o cântăreață, compozitoare, dansatoare, vedetă de televiziune și jurată în cadrul competiției muzicale internaționale X Factor România și a emisiunii iUmor.
În perioada 1999-2003 a făcut parte din formația N&D, alături de care a scos 4 albume, astfel cunoscând succesul la nivel național. După 2003, în cariera solo, Delia a mai lansat alte 3 albume. În prezent este jurat în cadrul "X Factor", emisiune difuzată de postul de televiziune Antena 1.
În anul 2015, a lansat albumul de studio Pe aripi de vânt, album ce poartă numele hit-ului care a fost #1 pentru 21 de săptămâni în topul "Media Forest". În martie 2015, Delia susține primul concert la Sala Palatului, înregistrând un real succes cu un concert cu toate locurile vândute. În cadrul X Factor, artista este cel mai longeviv jurat, patru ani consecutivi, dar și singurul jurat cu studii muzicale. Mai multe din piesele sale devin hituri în 2015, Delia fiind printre cele mai importante femei din industria muzicală și showbiz-ul românesc.

## Biografie

### Copilăria și educația
Delia s-a născut în data de 7 februarie 1982, în București. A absolvit Liceul de Muzică „Dinu Lipatti” după cinci ani de studiu al pianului și lecții particulare pentru flaut. Delia alege a-și continua studiile, urmând cursuri la Universitatea Națională de Muzică București. Artista a fost încurajată și susținută pentru a-și urma visul de a deveni un star, de către mama sa, Gina, solistă de muzică populară. Delia mai are un frate, Eduard, și o soră Oana.

### 1999—2003: Era N&D și hitul "Vino la mine"
"Publicul era mult mai entuziasmat. La primele concerte eram foarte surprinsă că vine atâta lume, mai ales că eram o trupă la început. Mă miram că lumea reacționa bine, dar credeam că totul e o joacă." 
Delia a debutat în industria muzicală în anul 1999, la vârsta de 17 ani, fiind încă la liceu, în clasa a XI-a. Alături de Nicolae Marin, cunoscut sub numele de scenă Nick, cei doi au format trupa N&D, acesta fiind principalul compozitor al trupei. Cu N&D, Delia a cunoscut succesul la nivel național. Cei doi au lansat trei albume împreună, între 1999 și 2003, denumite "Altfel", "Face ce vreau" și "Nu e vina mea". Acestea au conținut single-uri care au rămas în topurile muzicale pentru mai mulți ani, incluzând hitul "Vino la mine".

### 2003—2005: Începuturile carierei solo șiParfum de fericire
În 2003, Delia alege a se lansa într-o carieră solo cu hitul "Parfum de fericire", single inclus pe albumul cu același nume.

### 2006–2010:Listen Up!
În anul 2007 lansează albumul „Liste Up”, iar piese ca „Sufletul meu” și „Secretul Mariei”, de pe coloana sonoră a telenovelei „Secretul Mariei”, o colaborare cu Smiley.
În 2008, Delia participă la concursul de dans, Dansez pentru tine, alături de partenerul ei, Ionuț Pavel. Aceștia au luptat pentru Raul, un băiețel ce avea nevoie de o proteză la mână. În septembrie 2009, Delia a participat la Cerbul de Aur, unde a obținut 10 puncte pentru interpretarea melodiei I Will Survive a cântăreței de origine americană Gloria Gaynor.

### 2011—2015:X Factorșiera„Pe aripi de vânt”
În 2015 câștigă șapte premii la gala Media Music Awards 2015.

## Imaginea publică
În aprilie 2020, artista a ajuns victima fenomenului deepfake, fața ei fiind atașată de corpul unei actrițe de filme pentru adulți. Videoclipul și calitatea proastă a acestuia au fost comentate de artistă pe rețelele ei de socializare.

## Alte activități

### Filantropie
În data de 29 martie 2020, artista anunță oficial că donează 25.000 de Euro, alături de soțul ei, Răzvan Munteanu, în cadrul teledonului „Români împreună”, organizat de Intact Media Group în contextul pandemiei de COVID-19. Aceasta a menționat că a mai donat sume pentru această cauză anterior.

### Politică și activism
Cântăreața s-a poziționat împotriva referendumului constituțional pe tema familiei tradiționale prin promovarea campaniilor de boicot „Iubirea nu se votează” și „Copiii Referendumului” pe rețelele de socializare, îndemnându-și fanii să nu se prezinte la vot. Aceasta a redistribuit opinia jurnalistului Cristian Tudor Popescu și scheciul satiric al comediantului Ionuț Rusu.
În martie 2019, Matache se alătură protestului „România vrea autostrăzi” prin postarea mesajului „#șîeu” pe contul ei de Instagram, declarând: „Mi-ar plăcea să ne putem deplasa mai decent, asta e o chestie pe care am întâmpinat-o în meseria mea. [...] Am fost fericiți până acum, dar în momentul în care pleci la drum oriunde în țara asta ești supus unui risc enorm.”.

## Discografie
- Parfum de fericire (2003)
- Listen Up! (2007)
- Pe aripi de vânt (2015)
- Deliria (2016)
- 7 (2020)

## Turnee
- The Essence of Deliria (2016)
- Acadelia (2018-2020)

Artista pop a ținut patru concerte anuale la Sala Palatului cu casa închisă. Primul concert, ”Pe aripi de vânt”, a fost ținut pe 13 martie 2015, promovând albumul cu același nume. Anul următor, pe 2 aprilie, a fost susținut ”Welcome to Deliria”, promovând albumul de tip compilație, Deliria. Tot în 2016, producția ”Delia's Winter Wonderland” este realizată la Teatrul Național București, alături de o orchestrație simfonică. Al treilea concert, ”Psihedelia” a avut loc pe 6 martie 2017, iar al patrulea, ”Acadelia”, care a inspirat și turneul național cu același nume, s-a desfășurat pe trei zile: 14, 15 și 16 noiembrie 2018.